# Chancho Va
Chancho Va es una banda de rock, surgido en la provincia de Mendoza, Argentina, en el año 2000. El estilo musical de la agrupación esta en el llamado rock urbano: con bases rítmicas potentes y bastante distorsión en la guitarra. La voz, enérgica y denunciante, propone una lírica ligada fuertemente al compromiso social. Toda su producción discografía, es completa y enteramente independiente. Están considerados, como uno de los grupos más importantes de la escena del movimiento del Rock de Mendoza.

## Historia

### Comienzos

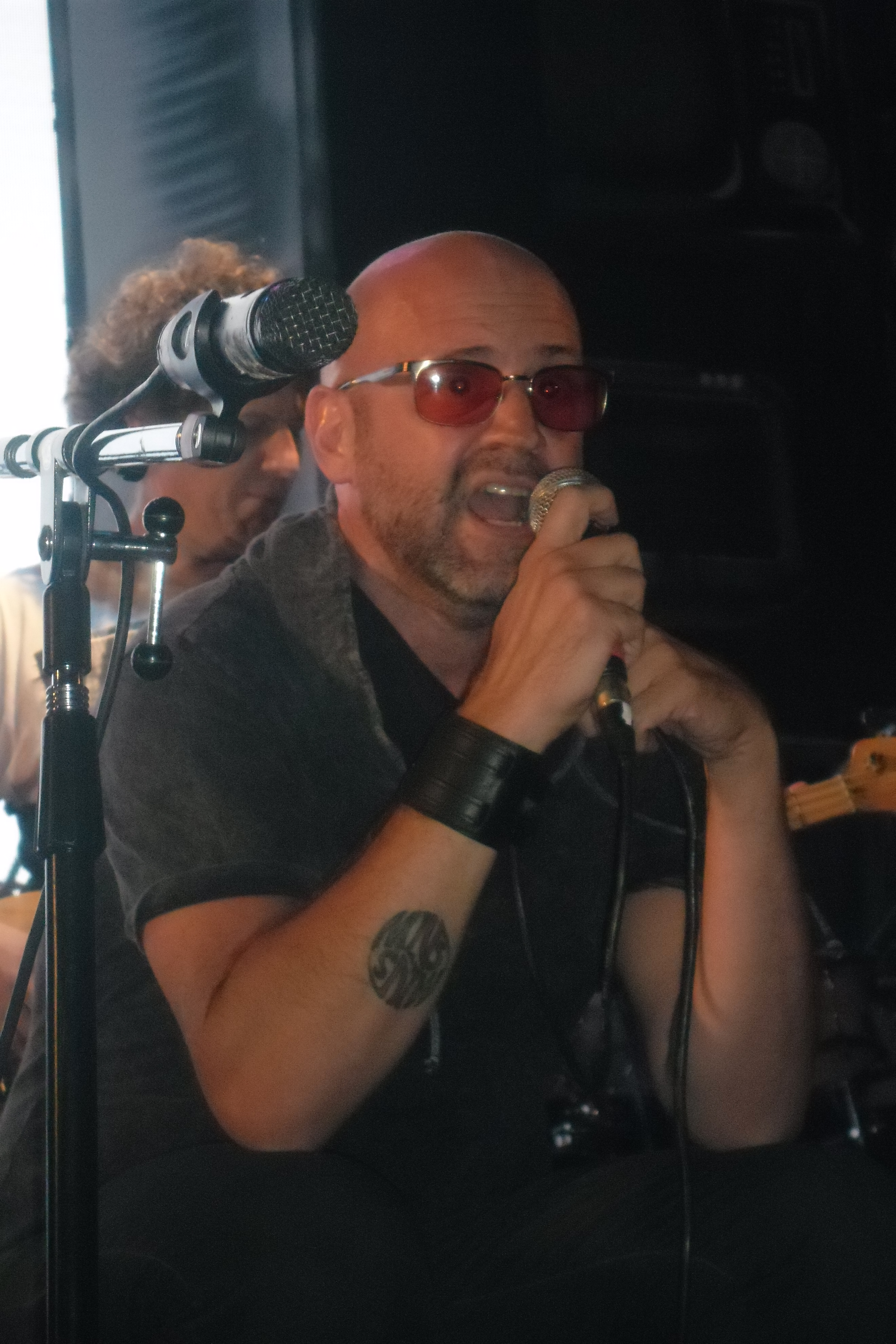
Leandro Vilariño (1969 -), apodado "Canario", es el vocalista, guitarrista y principal compositor de la banda.

Originarios de la localidad de Dorrego, los comienzos de Chancho Va se remontan a principios del año 2000, cuando uno de sus primeros miembros, Leandro Vilariño, apodado Canario (guitarra y voz), Rubén Castagnolo (bajo y coros) y Leonardo Grasetto (batería) deciden emprender juntos la experiencia del trío, idea que rondaba desde siempre entre las cuerdas de la banda. El nombre de la agrupación proviene de un conocido juego de naipes muy popular de la provincia.
Es así, como comienzan a tocar en distintos lugares de su ciudad, dando mayor solidez a una propuesta que ha sido muy bien recibida por el público. Durante ese periodo, telonean a bandas como El Otro Yo y Cabezones.
Luego de registrar un demo con tres temas, Chancho Va edita Parir la calle, su  álbum debut, grabado de forma independiente en el año 2000. Este material contiene diez temas propios, que reflejan la propuesta musical de la banda. En noviembre de ese año, viajan a Buenos Aires, para presentar su música en varios medios de difusión.

### Éxito
En mayo de 2001, fueron convocados por la revista Zero, para grabar un unplugged, bajo el nombre Sin alambres, pero con púa; su segundo material discográfico. En diciembre de 2001, la banda recibe el premio Zero, a la mejor banda de rock alternativo de la provincia, confirmando la buena repercusión en los medios especializados.
En abril de 2002, se termina la mezcla del tercer trabajo en álbum, llamado simplemente Chancho Va - 2002 y se hacen unas 200 copias, que se agotan durante los siguientes meses. La inclusión de un cover de «Tazas de té chino» de Palo Pandolfo, los lleva a presentarse como teloneros del ex Don Cornelio y La Zona y Los Visitantes. La prensa calificó este recital del grupo como antológico.
En el año 2004, Rodrigo Chaco García reemplazó a Leonardo Grasetto en la batería y el percusionista Chicho Rodríguez, se alejó de la formación. En el año editan Hombre de plastilina, bajo el sello de Pop Art Discos. La formación tuvo varios cambios de formación y quedó integrado por Canario Vilariño, Jorge Sevilla, Carlos Beguerie, Rubén Castagnolo y Rodrigo Chaco García.
El siguiente trabajo discográfico de la banda, se tituló El mono del Rey y contó con la participación de diversos artistas, entre ellos el reconocido guitarrista de Los Enanitos Verdes, Felipe Staiti.

### Años recientes
En el año 2009, editaron un EP de cinco temas, Nueva media hora. En ese mismo año, volverían a ver cambios de formación y se alejarían Rubén Castagnolo (bajo) y Carlos Beguerie (programaciones).

Dos de los chicos decidieron irse y sentimos que el proyecto no se cayó, sino que viramos en otra dirección. Desde luego que seguiremos como Chancho Va y nos estamos poniendo a punto para nuestras próximas presentaciones.
Leandro Vilariño.

Con la incorporación de Nacho Muñoz en bajo, la banda editó su séptimo trabajo discográfico, titulado Aún; el cual contiene diez canciones y fue grabado entre noviembre de 2010 y marzo de 2011, siendo publicado en ese mismo año.

### Hiato y reestructuración de la banda
En noviembre de 2017, a través de la cuenta oficial de Facebook de la banda, el vocalista Leandro Vilariño; anunció que tras un año de ausencia en los escenarios, la banda retornaría, pero con una formación renovada, ya sin participación de Yoyo Sevilla, Nacho Muñoz y Rodrigo Chaco García. En su reemplazo, ingresaron Rodrigo Perea (batería), Guillermo Becerra (bajo) y Guido Viola (guitarra).

## Discografía

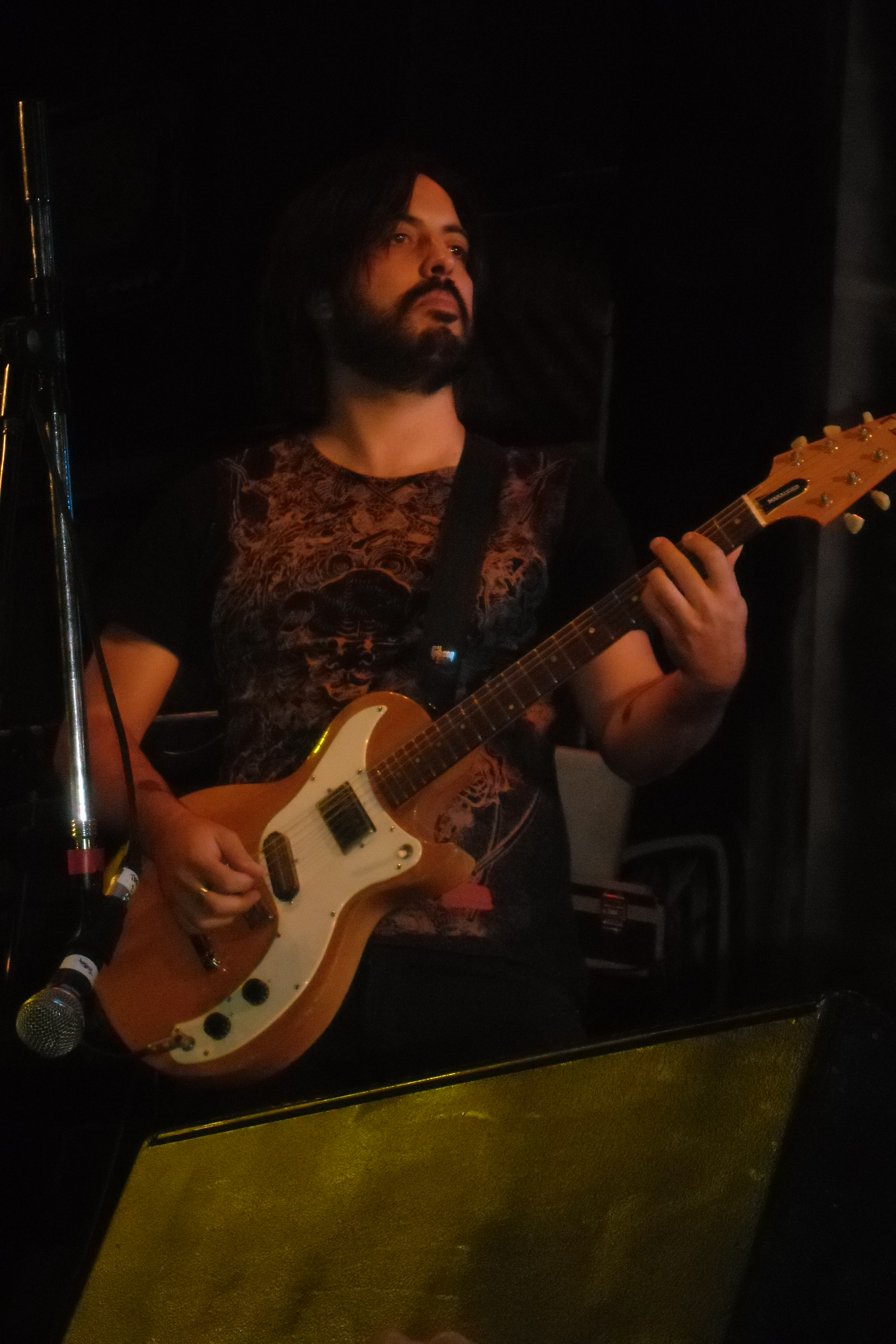
Jorge «Yoyo» Sevilla, guitarrista de Chancho Va entre 2004 a 2017.

| Año  | Disco                                | Discográfica  |
| ---- | ------------------------------------ | ------------- |
| 2000 | Parir la calle                       | Independiente |
| 2001 | Sin alambres, pero con púa (en vivo) | Independiente |
| 2002 | Chancho Va 2002                      | Independiente |
| 2005 | Hombre plastilina                    | Independiente |
| 2007 | El mono del rey                      | Independiente |
| 2009 | Nueva media hora (EP)                | Independiente |
| 2011 | Aún                                  | Independiente |
| 2019 | Pogo                                 | Independiente |